# Mary-Kate Olsen
Mary-Kate Olsen (sinh ngày 13 tháng 6 năm 1986) là một nhà thiết kế thời trang, doanh nhân và cựu diễn viên người Mỹ. Cô cùng với Ashley là hai chị em sinh đôi. Cả hai đã cùng nhau tham gia nhiều phim điện ảnh và truyền hình trước khi chuyển sang lĩnh vực thiết kế thời trang vào năm 2004.